# Istenek fegyverzete 3.
Az Istenek fegyverzete 3. vagy Műkincs hajsza (eredeti cím: Chinese Zodiac, kínaiul: 《十二生肖》; pinjin: Shí-èr Shēngxiāo) 2012-ben bemutatott hongkongi akció-filmvígjáték, melyet Jackie Chan írt és rendezett, aki a film egyik főszereplője is. Ez a franchise harmadik filmje, amelynek részei az Istenek fegyverzete (1986) és annak folytatása, az Istenek fegyverzete 2. – A Kondor-akció (1991).
A 2012 decemberében bemutatott film 145 millió USD-t meghaladó bevételt ért el a kínai pénztáraknál. Chan két Guinness-világrekordot is szerzett: a "legtöbb csapat egy filmben", valamint a "legtöbb mutatványt bemutató színész".
A film elnyerte a legjobb akció-koreográfia díjat a 32. Hongkong-i Filmfesztiválon.

## Szereplők
| Szerep              | Színész           | Magyar hang          |
| ------------------- | ----------------- | -------------------- |
| JC / Martin         | Jackie Chan       | Háda János           |
| Simon               | Kwon Sang-woo     | Varju Kálmán         |
| David               | Fan Liao          | Fehér Tibor          |
| Coco                | Helen Yao         | Ruttkay Laura        |
| Bonnie              | Zhang Lanxin      | Gáspár Kata          |
| Catherine de Sichel | Laura Weissbecker | Horváth Lili         |
| Vulture             | Alaa Safi         | Csík Csaba Krisztián |
| Lawrence Morgan     | Oliver Platt      | Bácskai János        |
| Katie               | Caitlin Dechelle  | Timkó Eszter         |
| Pierre              | Rosario Amadeo    | Lux Ádám             |
| Michael Morgan      | Vincent Sze       | Dányi Krisztián      |

## Megjelenés
A film gálabemutatóját 2012. december 12-én tartották, majd 2012. december 20-án Ázsiában, december 28-án Indiában adták ki.

## Gyártás
2012. április 18-tól május 2-ig Jackie Chan több jelenetet is forgatott a Lettországban (Jelgava) található Aerodium Latvia függőleges szélcsatornában. A forgatási helyszínek közé tartozik: Franciaország, Kína, Tajvan és Vanuatu. Chan a mutatványok és harcok nagy részét maga csinálta, kaszkadőr csapatának kevés támogatásával. A film egyszerre készült IMAX 3D-ben.